# Punto de libro giratorio

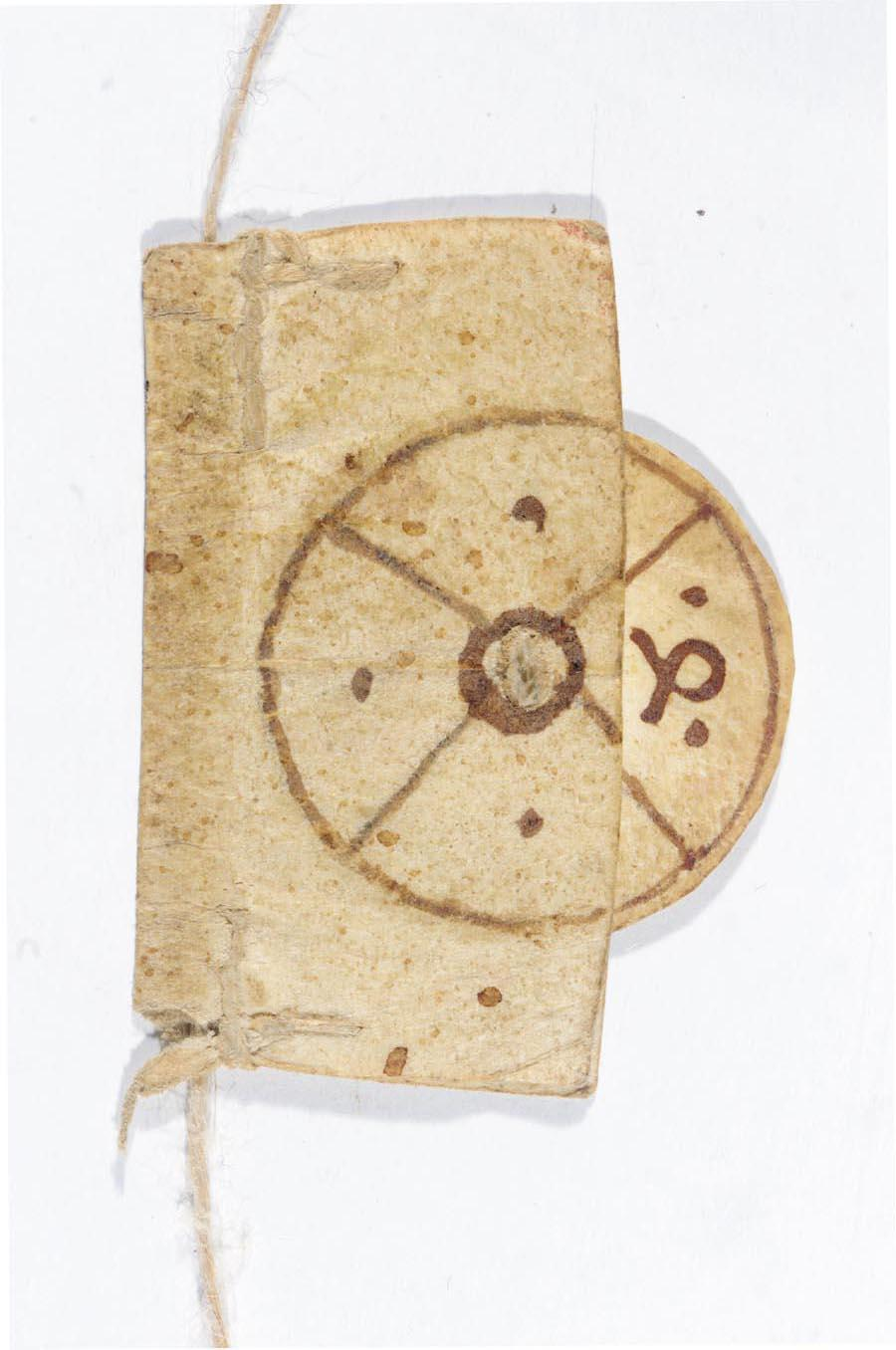
Punto de libro giratorio del o principios del en Francia.

Un marcapáginas giratorio, o punto de libro giratorio, era un tipo particular de marcador utilizado en Europa durante la Edad Media. eran herramientas diseñadas para facilitar la lectura en códices y libros medievales, especialmente en obras con texto denso organizado en doble columna. A diferencia de los marcadores fijos, éstos disponían de un sistema adaptable que permitía a los lectores marcar tanto la línea como la columna específica que estaban leyendo. 
Se han podido encontrar una treintena de marcadores giratorios de este tipo en las bibliotecas de la Europa continental y media docena en Inglaterra.

## Descripción
A diferencia de los marcadores fijos (como las pestañas de pergamino), los giratorios ofrecían precisión dinámica, adaptándose a textos complejos. Cayeron en desuso con la imprenta, que estandarizó formatos menos densos.
Los marcadores giratorios (o deslizantes  ) están unidos a una cuerda oa una cinta, a lo largo de la cual se puede deslizar el marcador hacia arriba y hacia abajo para marcar una línea y una columna, a un nivel específico de la página.  Un disco de pergamino giratorio adjunto al marcador tiene unos números para designar una de las columnas de las dos páginas entre las que se coloca el marcador.

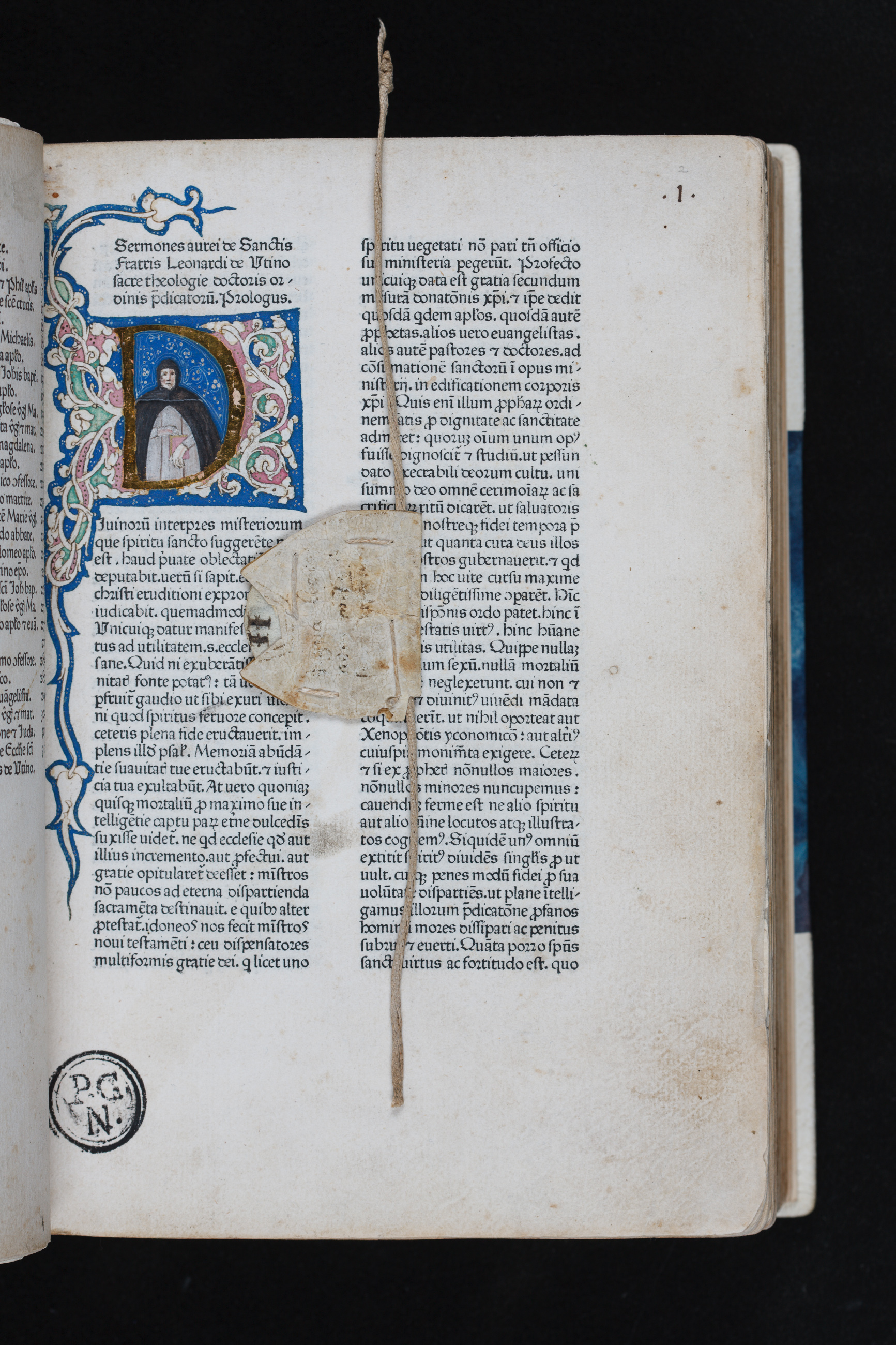
Un punto de libro giratorio del.

## Contexto histórico
Estos marcadores eran habituales en libros litúrgicos, biblias y textos académicos, donde la rápida consulta era esencial. Su presencia en manuscritos de lujo sugiere que eran instrumentos valorados por eruditos y religiosos. Algunos ejemplares conservados muestran decoraciones con dorados o pigmentos, indicando su uso en entornos acomodados.  Se desconoce el origen del objeto; puede haber sido diseñado directamente por los lectores de obras impresas, o primero por los copistas de manuscritos para facilitar su trabajo antes de ser imitado posteriormente por los propios lectores 

## Ejemplos conservados
- British Library (Londres): Manuscritos del s. XIII-XV con marcadores giratorios intactos. [6]
- Biblioteca Vaticana: Códices con discos numerados para columnas múltiples.